# Glover Trophy 1961
Glover Trophy 1961 je bila druga neprvenstvena dirka Formule 1 v sezoni 1961. Odvijala se je 3. aprila 1961 na dirkališču Goodwood Circuit.

## Dirka
| Poz | Dirkač              | Moštvo                    | Konstruktor     | Čas/Odstop              | Št. m. |
| --- | ------------------- | ------------------------- | --------------- | ----------------------- | ------ |
| 1   | John Surtees        | Yeoman Credit Racing Team | Cooper-Climax   | 1.03:10.0               | 2      |
| 2   | Graham Hill         | Owen Racing Organisation  | BRM             | + 26.6 s                | 4      |
| 3   | Roy Salvadori       | Yeoman Credit Racing Team | Cooper-Climax   | + 1:09.4 s              | 3      |
| 4   | Stirling Moss       | Rob Walker Racing Team    | Lotus-Climax    | + 1:23.6 s              | 1      |
| 5   | Innes Ireland       | Lotus                     | Lotus-Climax    | 41 krogov               | 5      |
| 6   | Henry Taylor        | UDT-Laystall Racing Team  | Lotus-Climax    | 41 krogov               | 7      |
| 7   | Tony Marsh          | Tony Marsh                | Lotus-Climax    | 41 krogov               | 9      |
| 8   | Cliff Allison       | UDT-Laystall Racing Team  | Lotus-Climax    | 40 krogov               | 8      |
| 9   | Bruce Halford       | Emeryson Cars             | Emeryson-Climax | 40 krogov               | 11     |
| 10  | John Campbell-Jones | John Campbell-Jones       | Cooper-Climax   | 39 krogov               | 13     |
| 11  | Keith Greene        | Gilby Engineering         | Gilby-Climax    | 39 krogov               | 12     |
| 12  | George Morgan       | Tommy Atkins              | Cooper-Climax   | 38 krogov               | 14     |
| Ods | Tony Brooks         | Owen Racing Organisation  | BRM             | Trčenje                 | 6      |
| Ods | Shane Summers       | Terry Bartram             | Cooper-Climax   | Trčenje                 | 10     |
| DNS | Lloyd Casner        | Camoradi International    | Lotus-Climax    | Nepripravljen dirkalnik | -      |

- Najboljši štartni položaj: Stirling Moss - 1:27.8
- Najhitrejši krog: John Surtees - 1:28.0